# 39 (下川みくにのアルバム)
『39』（サンキュ）は、下川みくにの1枚目のアルバム。
2000年3月1日にポニーキャニオンより発売された。品番はPCCA-01420。

## 内容
本作は広瀬香美がプロデュースを担当した。タイトルナンバーで、下川自身が作詞・作曲を担当した「39」、川咲そら作詞の「This Is Pop」「サヨウナラ! 20世紀の僕たち」以外は全曲を広瀬の作詞・作曲である。シングル収録曲も5曲、本作に収録されている。そのうち「Surrender」は「album version」としての収録である。

## 収録曲
1. Surrender 〜album version〜 [5:30]
作詞・作曲：広瀬香美 / 編曲：亀田誠治
2. Never Stop [5:11]
作詞・作曲：広瀬香美 / 編曲：水島康貴
3. 愛の奇跡（ミラクル） [4:05]
作詞・作曲：広瀬香美 / 編曲：水島康貴
4. BELIEVER 〜旅立ちの歌〜 [5:00]
作詞・作曲：広瀬香美 / 編曲：井上ヨシマサ
5. If 〜もしも願いが叶うなら〜 [4:58]
作詞・作曲：広瀬香美 / 編曲：高橋圭一
6. 2000EXPRESS [5:32]
作詞・作曲：広瀬香美 / 編曲：井上ヨシマサ
7. アドレナリン [3:56]
作詞・作曲：広瀬香美 / 編曲：井上ヨシマサ
8. This Is Pop [4:12]
作詞：川咲そら / 作曲：広瀬香美 / 編曲：高橋圭一
9. 39 [4:06]
作詞・作曲：下川みくに / 編曲：水島康貴
10. し・か・ら・れ・て [4:51] 
作詞・作曲・編曲：広瀬香美
11. I WANNA BE FREE [6:08] 
作詞・作曲：広瀬香美 / 編曲：水島康貴
12. サヨウナラ! 20世紀の僕たち [3:54] 
作詞：川咲そら / 作曲：広瀬香美 / 編曲：高橋圭一